# Zenillia floralis
Zenillia floralis är en tvåvingeart som beskrevs av Robineau-desvoidy 1863. Zenillia floralis ingår i släktet Zenillia och familjen parasitflugor.
Artens utbredningsområde är Frankrike. Inga underarter finns listade i Catalogue of Life.